# 69 (وضعية جنسية)
تسعة وستون أو 69، وتُعرف أيضًا باسمها الفرنسي soixante-neuf (تسعة وستين)، وهي من الأوضاع الجنسية التي يضع فيها كلٌّ من الرجل والمرأة فمهما بالقرب من العضو التناسلي للآخر، أو يلعق الرجلُ فَرْج المرأة وتلعق المرأة قضيب الرجل، وهذا الوضع يُتيح للطرفين التهيُّج الجنسي استعدادًا للجِماع، ويساعد الزوجة على سرعة الوصول إلى النشوة.
وسميت هذه الوضعية بهذا الاسم لأن الممارسين لها يكونون في شكل متبادل مقلوب، مثل رقمي 9 و6.